# Говеждо месо
Говеждото месо е месо, получавано от говеда, употребявано от хората за храна.

## История на говеждото месо
Говедата са тревопасни животни, развъждани векове наред от хората, населявали Азия, Европа, Близкия изток и Северна Африка. Смята се, че за първи път говедата са приобщени към селското стопанство именно в близост до нашите земи – остров Крит и северната част на Анадола.
Първоначалните говеда били много по-големи от днешните представители, а според някои са били дори по-големи от впрегатния вол. С течение на времето първородственият вид отстъпва място на изкуствено развъжданите и селекционирани породи, силно ценени от древните хора, заради високата стойност на говеждото месо и мляко, както и кожата.
През стотици поколения, насочени селекции от дадени видове били отглеждани за месо, а други – специално за мляко. Днес съществуват няколкостотин вида говеда и многобройни изкуствени селекции. Доказано е, че вкусът и жилавостта на месото зависят както от породата, така и от възрастта и начина на отглеждане на говедата.

## Състав на говеждото месо
Говеждото месо съдържа вода и белтъчини, голямо количество калий и натрий. В състава му влизат голям брой витамини – Е, К, В6 и В12, минерални вещества – фосфор, магнезий, манган, мед, селен, желязо, тиамин, цинк, холин. В говеждото месо има аспарагинова киселина, аланин, аргинин, глутаминова киселина, цистеин, хистидин, триптофан и други.
100 g говеждо месо съдържат приблизително 155 калории, 20 g белтъчини, 7 g мазнини, 0 g въглехидрати, 330 mg калий, 62 mg холестерол.

## Избор и съхранение на говеждо месо
Говеждото месо се оценява според възрастта на говедото, количеството мазнина и степента на прошареност на парчето. Колкото по-прошарено е то, толкова е по-крехко и сочно. Цветът и текстурата също играят важна роля при избора на говеждо месо.
Първокласното говеждо е най-скъпо. В тази категория спадат най-ароматните и крехки меса. Добре е месото, използвано за храна, да бъде с яркочервен цвят и да се избягва говеждо, което има сивкав и дори уморен вид. Твърде голямото количество сок в опаковката е показател за вече размразявано месо, затова е препоръчително да се избягва.
Говеждото месо подобно на другите меса следва да се съхранява в хладилник или фризер.

## Транжиране на говеждо месо
За предлагането на говеждата месо в магазинната мрежа или съхранение при домашни и промишлени условия, се налага да се извърши разфасоване на трупа и подготовка на различни части от него по предназначиние за използване, качество и цена.
Най-популярните системи за разфасоване са американската, аржентинската, великобританската и холандската. В България се използва класификатор за обрезки (прието название на cuts) по БДС, създаден още през 60-те години на миналия век и претърпял твърде малко развитие от тогава насам.
След разфасоване основни предлагани части говежда месо са:
- Врат
- Плешка
- Гръб (ребрена част)
- Пояс. От предната част се вадят прочутите стекове ти-боун, портърхаус и стрип стек, известен и като Ню Йорк стек, когато е без кост. От задната част на пояса са най-крехките и нежни парчета – бонфиле (филе миньон) и контрафиле.
- Хълбок (слабини)
- Бут
- Гърди и корем
- Джолан
- Други – от опашната част се приговя прословутата ox tail супа, а вътрешните части – език, дроб, шкембе, мозък и други се приготвят по разнообразни начини за консумиране в различните части на света. [1]

## Говеждо месо в кулинарията
Ребрата, рибицата и ребрените пържоли, контрафилето и каретата обикновено се готвят чрез суха топлина – печене във фурна, на грил или скара. Някои от тях могат да се сотират.
По-малко крехкото говеждо месо обикновено съдържа повече мускулна тъкан и по-малко мазнини. Затова е най-добре да се приготви чрез задушаване или продължително варене. По-жилавите говежди меса включват гърдите, плешката, шол, врат и бут.
За да се свари по-бързо говеждо месо, може да се начука с дървено чукче, а към водата да се прибавят 2 – 3 супени лъжици оцет. Препоръчва се говеждото месо да се комбинира със зеленчуци.
Говеждото месо е много благодатно за подправяне. Дафиновият лист е универсална подправка, с която може да се овкусява например телешко печено. Други много подходящи подправки са кимион, млян червен пипер, черен пипер, риган, мащерка, розмарин, кориандър, бахар, естрагон и градински чай. Някои подправки като джоджен, самардала, сминдух и чубрица обичайно не се възприемат като подходящи за овкусяване на говеждото.

## Ползи от говеждото месо
Говеждото месо е един от най-добрите източници на витамин В12, освен това е източник на протеини. Витамин В12 участва в строежа на нервните клетки и поддържа кръвните и нервните клетки в добро състояние. В същото време то е с много ниско съдържание на мазнини. Говеждото месо е с високо съдържание на желязо, което го прави подходящо за консумация от подрастващите деца и бременни жени. Говеждото месо е ценен източник на цинк, който подпомага дейността на имунната система.
В говеждото месо съдържа креатин-фосфат, който играе решаваща роля за получаване на енергия от клетката.

## Вреди от говеждото месо
Наред с ползите, консумацията на говеждо месо носи и някои негативи. Прекалено честата употреба на това месо е свързана с висок риск от сърдечни заболявания, освен това в него преобладават мазнините, които повишават нивата на лошия холестерол.
От своя страна холестеролът причинява затлъстяване. Умерената консумация на говеждо месо не би следвало да причини поражения, а напротив – осигурява на организма желязо и други необходими витамини и минерали.